# Coelotes dormans
Coelotes dormans là một loài nhện trong họ Amaurobiidae.
Loài này thuộc chi Coelotes. Coelotes dormans được miêu tả năm 2009 bởi Nishikawa.